# 마바시역
마바시역(일본어: 馬橋駅, まばしえき)은 일본 지바현 마쓰도시에 위치한 동일본 여객철도, 류테쓰의 철도역이다.

## 이용 가능한 철도 노선
- 동일본 여객철도
  - 조반 완행선

- 류테쓰
  - 나가레야마 선

## 동일본 여객철도
완행선에만 1면 2선의 섬식 승강장이 설치되어 있는 형태의 지상역으로 교상역사를 가지고 있다.

### 승강장
| 1 | ■ 조반 완행선 | 마쓰도 · 기타센주 · 요요기우에하라 방면 |
| 2 | ■ 조반 완행선 | 신마쓰도 · 아비코 · 도리데 방면         |

## 류테쓰
섬식 승강장 1면 2선 형태의 지상역이다.

### 승강장
| 1 | ■ 나가레야마 선 | 고야 · 나가레야마                    |
| 2 | ■ 나가레야마 선 | 고야 · 나가레야마 방면 (통근 시간대) |

## 역 주변

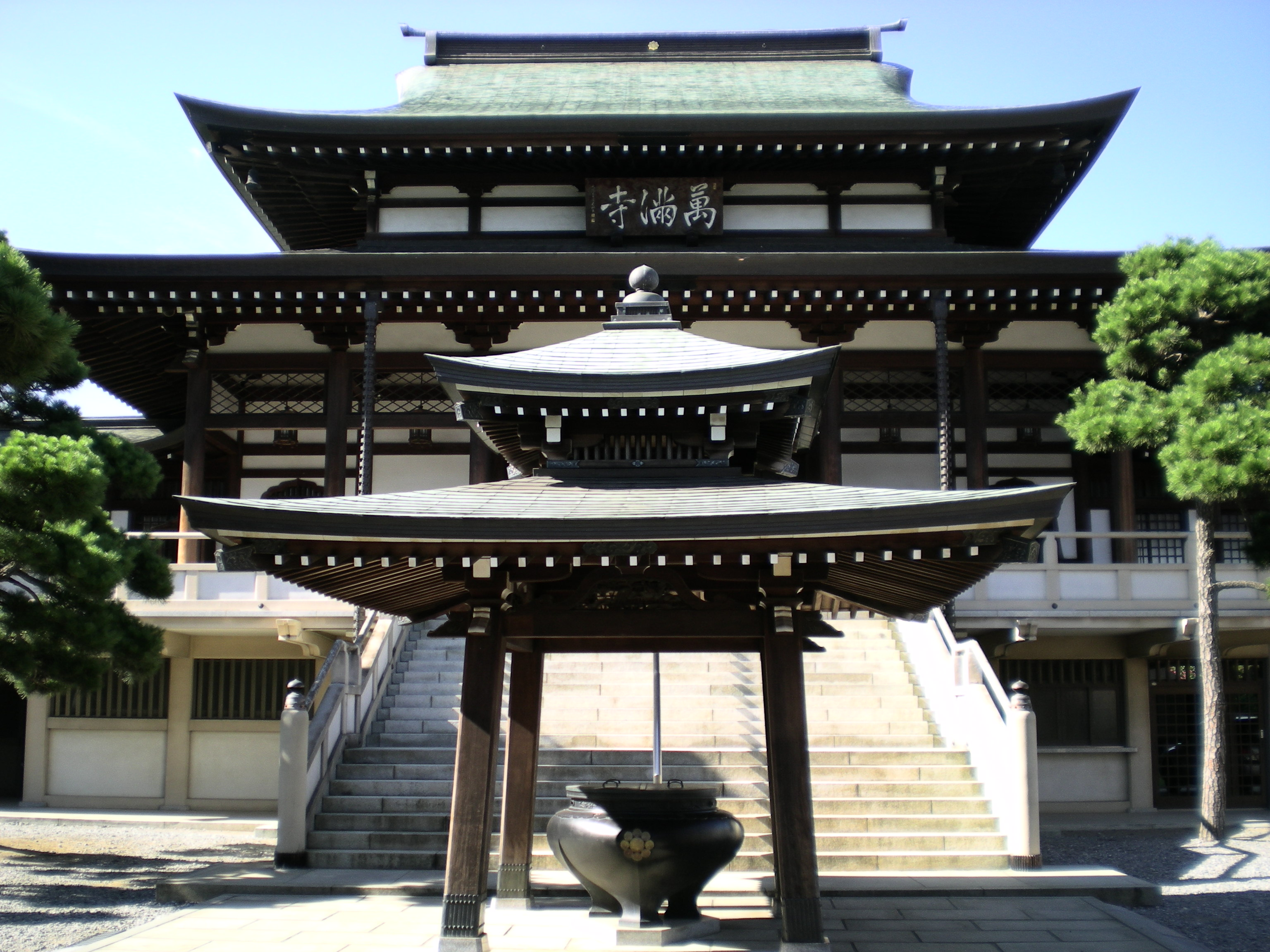
만만 사

- 만만 사(일본어: 万満寺 만만지[*])

## 역사
- 1898년 8월 6일 - 일본 철도 쓰치우라 선의 역이 개업.
- 1906년 11월 1일 - 일본 철도의 국유화에 따라 국유철도의 소속이 되었다.
- 1916년 3월 14일 - 나가레야마 선 개업.
- 1987년 4월 1일 - 민영화에 따라 조반 선의 역이 동일본 여객철도의 역이 되었다.
- 2001년 11월 18일 - 스이카의 사용이 개시되었다.

## 인접역
| 동일본 여객철도              | 동일본 여객철도 | 동일본 여객철도            |
| ---------------------------- | --------------- | -------------------------- |
| JL 23 기타마쓰도 아야세 방면 | 각역정차        | JL 25 신마쓰도 도리데 방면 |
| 류테쓰                       |                 |                            |
| 시·종착역                    | ■ 나가레야마 선 | 고야 나가레야마 방면       |